# مایکل ماسلی (هنرپیشه)
مایکل ماسلی (موزلِی) (انگلیسی: Michael Mosley؛ زادهٔ ۱۶ سپتامبر ۱۹۷۸) یک هنرپیشه اهل ایالات متحده آمریکا است.
او در سریال کسل (مجموعه تلویزیونی) نقش جری تایسون را ایفا کرده‌است. او همچنین در فیلم‌های شوهر تصادفی و نعناع تند بازی کرده‌است.